# Harkálytintagomba
A harkálytintagomba (Coprinopsis picacea) a porhanyósgombafélék családjába tartozó, Európában és Észak-Amerikában honos, lombos- és fenyőerdőkben élő, nem ehető gombafaj. 

## Megjelenése
A harkálytintagomba kalapja fiatalon megnyúlt tojásdad, majdnem hengerszerű, majd magas harang alakúvá válik, melynek magassága 7-12 cm, szélessége 3-7 cm; idősen szélei felívelnek, majd megfeketednek és elfolyósodnak. Alapszíne sötét szürkésbarna; eleinte teljesen beborítja ezüstfehér, szálas-pikkelyes burka, ami a gomba növekedésével felszakadozik és a felszín pöttyössé, "harkálymintássá" válik. 
Húsa vékony, fiatalon fehér színű. Szaga idősen dohos, kátrányszerű, kellemetlen; íze dohos, kellemetlen.
Sűrű lemezei tönkhöz nőttek vagy szabadon állnak. Színük kezdetben fehér, majd rózsasbarnássá, idősen feketévé válnak és elfolyósodnak. 
Tönkje 8-30 cm magas és 0,6-2 cm vastag. Alakja hengeres, tövén kissé gumósan megvastagodhat, belül üreges. Színe fehér. Felszíne finoman pelyhes.
Spórapora fekete. Spórája ellipszis alakú, sima, központi csírapórussal; mérete 13-19 x 9-12 µm.

### Hasonló fajok
Fiatalon a gyapjas tintagombával lehet összetéveszteni, egyébként megjelenése jellegzetes. 

## Elterjedése és termőhelye
Európában és Észak-Amerikában honos. Magyarországon viszonylag gyakori.
Inkább lomberdőkben (pl. bükkösökben), ritkábban fenyvesekben található meg egyesével vagy kisebb csoportokban. Júniustól októberig terem.
Nem ehető, egyes források szerint enyhén mérgező, emésztőrendszeri tüneteket okoz. 

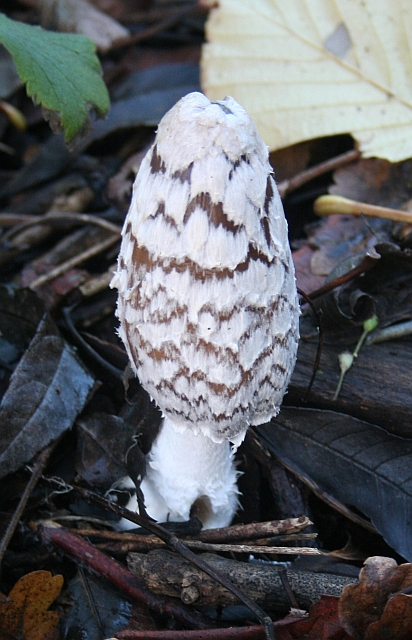
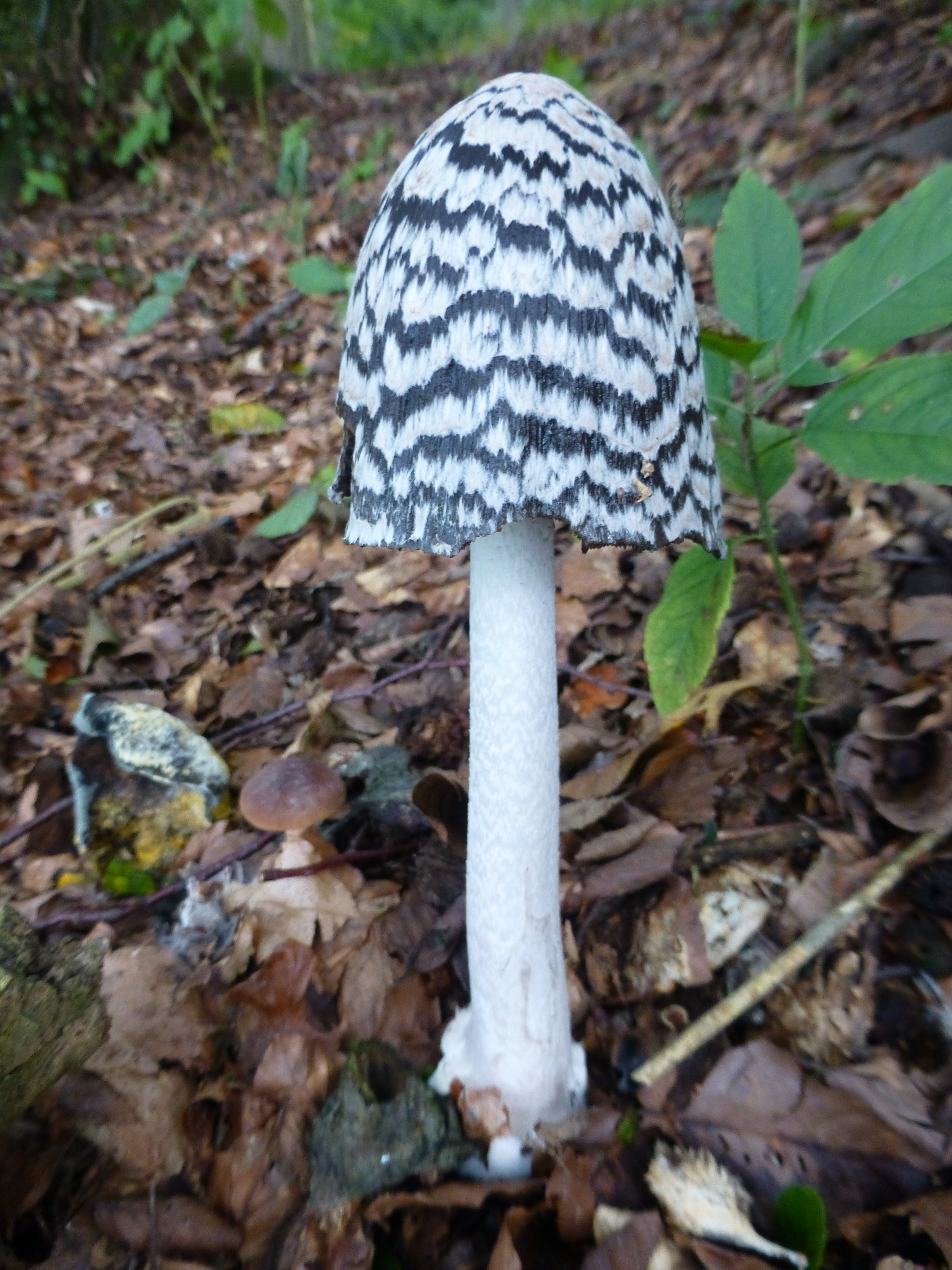
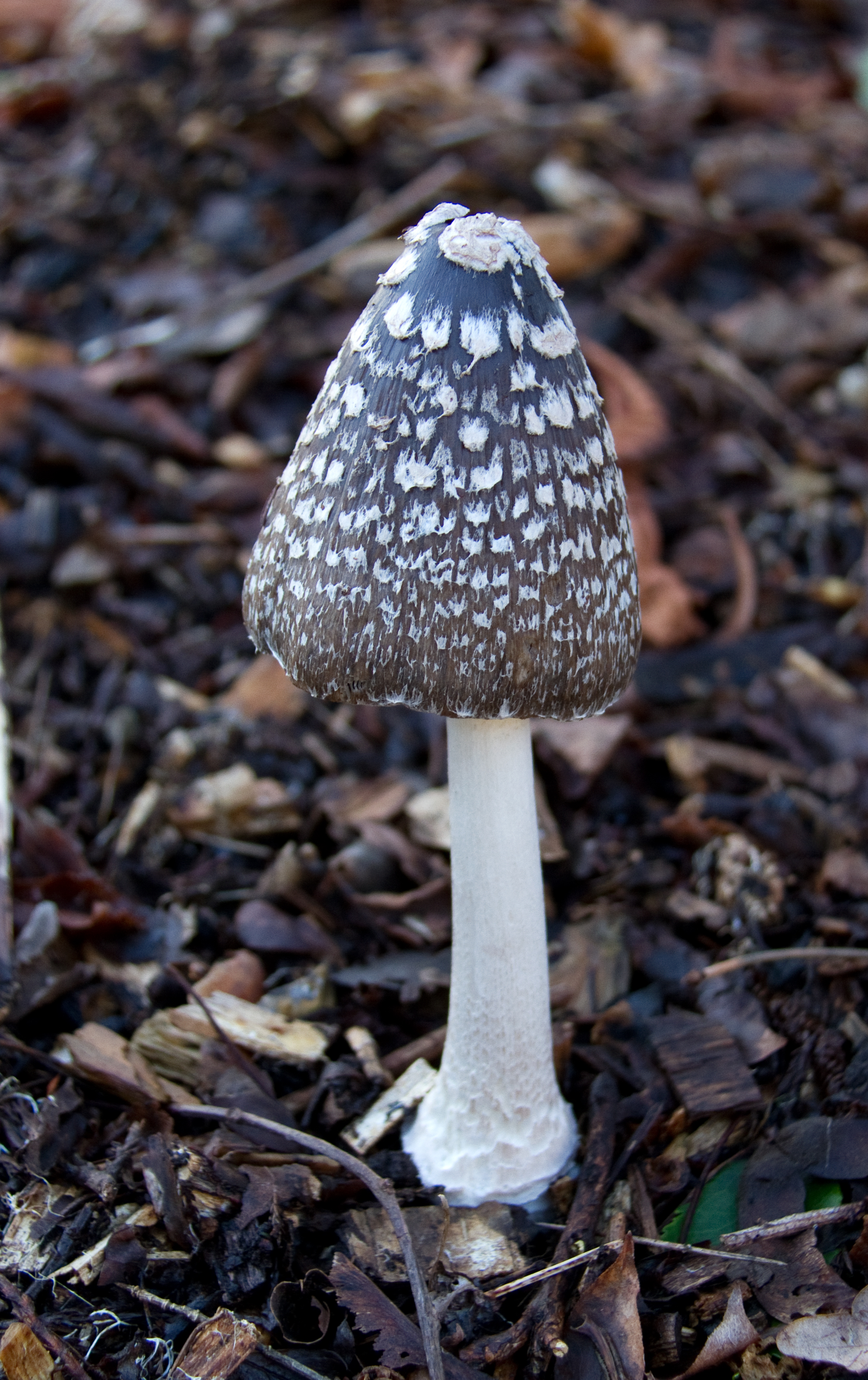
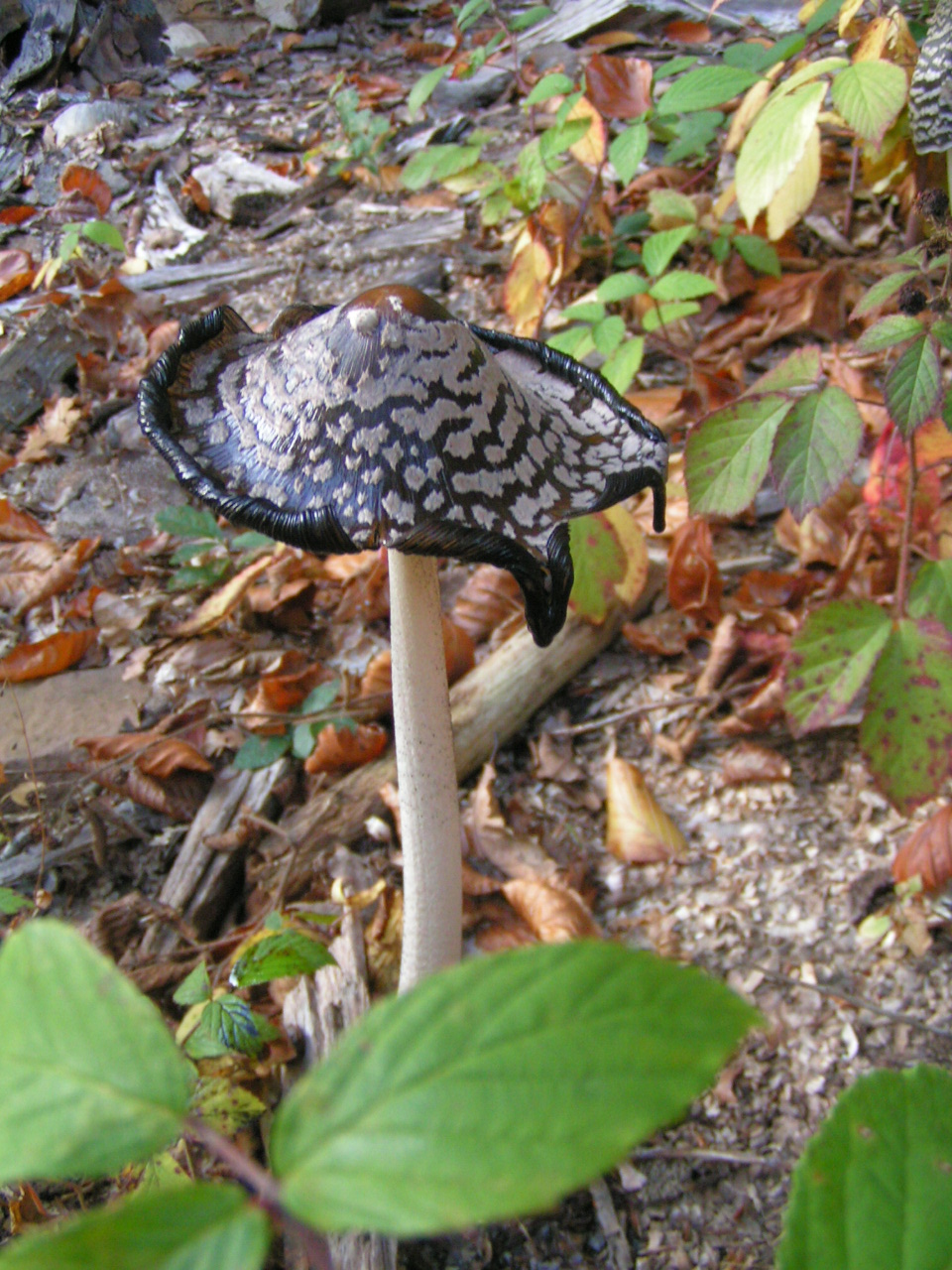
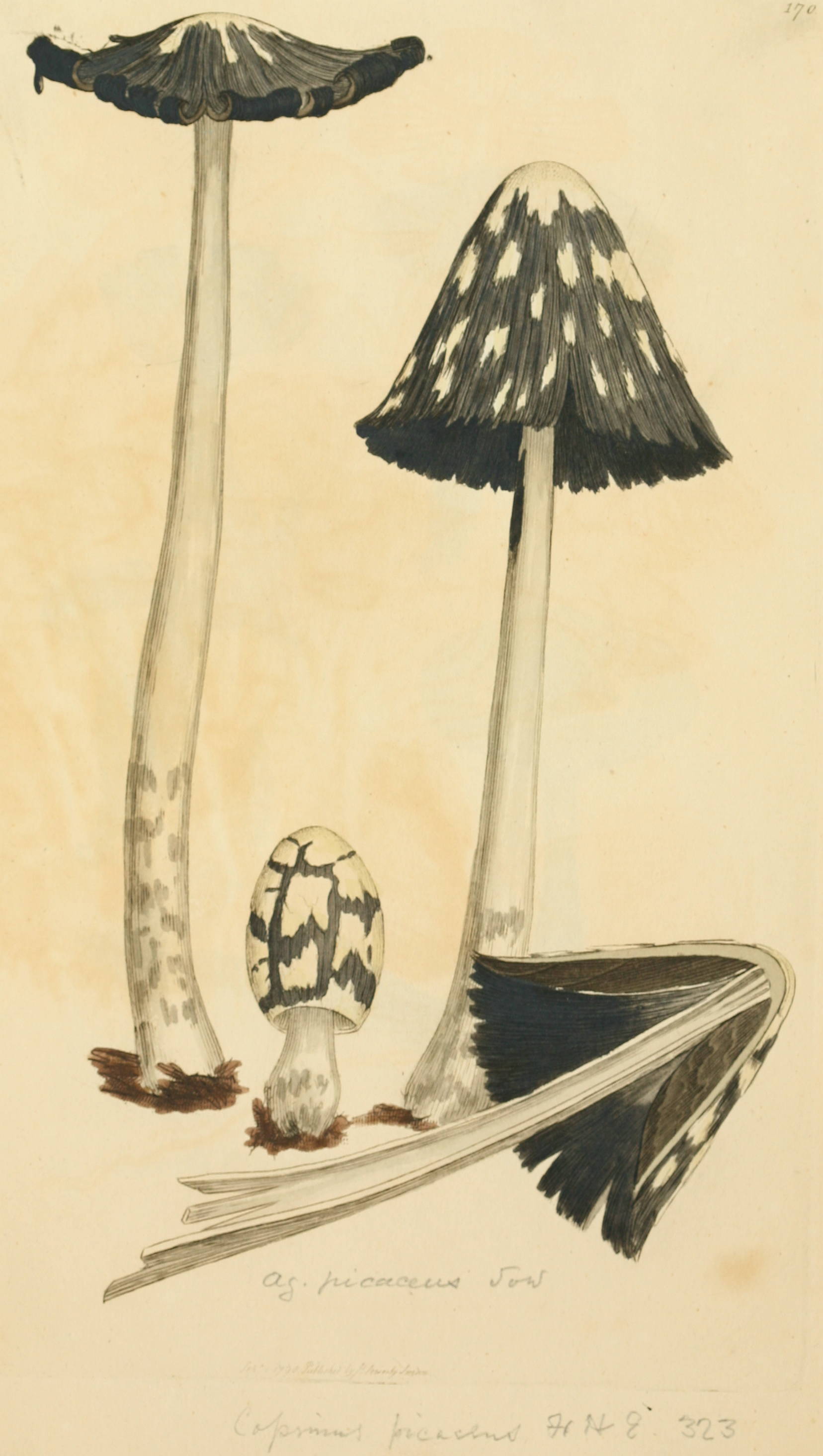